# Arisgotas
Arisgotas es una localidad española de la provincia de Toledo, en la comunidad autónoma de Castilla-La Mancha, perteneciente al municipio de Orgaz. Cuenta con una población de 47 habitantes (INE 2023).
Fue un municipio en el siglo XIX antes de ser anexionado a mediados de dicho siglo a Orgaz (que pasó a denominarse «Orgaz con Arisgotas» hasta mediados del siglo XX.

## Toponimia
El topónimo Arisgotas, con el sufijo gotas derivado de gotorum, pudiera significar "Robledal de los Godos" o "Ejército de los Godos o de los Buenos."

## Historia
A partir del rey Teudis (año 531-548) los visigodos se asentaron sobre los poblados hispanorromanos, siendo dos los que destacan en la época: Guadamur al norte y Arisgotas y Casalgordo al sur. El berebere Táriq ibn Ziyad, en su camino para dominar Toledo entró en La Sisla por Marjaliza, pasando por Arisgotas en el año 711.
Arisgotas fue un municipio independiente hasta 1857, cuando fue anexado al término municipal de Orgaz.
Aparece descrito en el tercer tomo del Diccionario geográfico-estadístico-histórico de España y sus posesiones de Ultramar de Pascual Madoz de la siguiente manera:

Arisgotas: l. con ayunt. de la prov., dióc. y adm. de rent. de Toledo (5 leg.), part. jud. de Orgaz, aud. terr. de Madrid (16), c.g. de Castilla la Nueva: SIT. á 1/4 leg. de una  sierra batida por los aires NE. y O., con CLIMA frio y propenso a terciarias. Hay 25 CASAS construidas de piedra y tierra, y aunque algunas tienen piso alto, sirve solo para granero; las cuales forman 3 calles y 1 plaza sin empedrar:  tiene casa consistorial y una parr. dedicada a la Asuncion de Ntra. Sra., cuyo curato aunque servido en el dia por 1 ecónomo, es de provisión ordinaria en concurso general.  Confina el TÉRM. por N. con el de Casalgordo; por E. con el de Orgaz; por S. con el de Marjaliza, y por O. con la deh. del comun: comprende 2,800 fan. de tierra de las cuales se cultivan 500 de primera calidad, 900 de segunda, y 1,000 de tercera, quedando 700 que no se cultivan por su infima clase, y 300 mas incultivables absolutamente: los CAMINOS son vecinales en estado regular: se recibe el CORREO por los mismos interesados en la cab. del part.: PROD.: trigo, cebada, centeno, avena,  garbanzos y otras legumbres; se mantiene muy poco ganado lanar y cabrío; 50 colmenas, 8 yuntas de bueyes, y 1 de asnos para la labor:  POB.: 8 vec.; 69 alm. CAP. PROD.: 619,957  rs.:  IMP.: 15,878:  CONTR. por todos conceptos 8,527:  PRESUPUESTO MUNICIPAL 2,500 del que se pagan 1,100 al secretario y se cubre con el prod. de propios que consiten en 1 deh. titulada de San Martin de la Montaña, 1 encinar y 70 fan. de tierra de labor.
(Madoz, 1846, pp. 563)

## Monumentos
Iglesia de Nuestra Señora de la Asunción: ejemplo de enigmática arquitectura popular, su nave se encuentra alineada al sol saliente. Su construcción es de mampostería y ladrillo. La entrada de piedra de sillería, está orientada al sur y situada bajo un pórtico apoyado en dos columnas exentas sobre plinto. La singular torre, junto al pórtico, es circular con tres cuerpos, los dos primeros de mampostería de muy buena calidad y tratamiento, toda ella encantada con doble fila de ladrillo y escalera interior de caracol. A modo de espadaña se desarrolla el tercer cuerpo, una ampliación posiblemente posterior, de ladrillo, con cuatro arcos de medio punto. En toda la fachada del templo podemos contemplar distintos relieves visigodos.
Museo de Arte Visigodo: con el fin de resaltar su importante pasado altomedieval, nació el Museo de Arte Visigodo de Arisgotas. Recoge relieves de gran calidad artística datables en el siglo VII. La mayoría de las piezas expuestas son originales del arte visigodo provenientes de los yacimientos arqueológicos de Los Hitos y de San Pedro de la Mata, este último de la vecina localidad de Casalgordo. Las instalaciones cuentan con varias salas de exposición, apoyadas por un cálido y didáctico montaje museográfico que permite al visitante ampliar sus conocimientos sobre una de las culturas más desconocidas de España. La visita al museo se completa con una presentación multimedia que muestra la reconstrucción virtual de los principales monumentos de la zona y una maqueta de la comarca en relación con los diferentes yacimientos arqueológicos.

## Fiestas
- 2, 3 y 4 de febrero. Fiesta de la Candelaria y San Blas.
- Primer domingo de mayo. Fiesta del Cristo de la Fe.